# Armada de Somalia
La Armada de Somalia (en somalí: Ciidamada Badda Soomaaliyeed, en árabe: القوات البحرية الصومالية‎, romanizado: al-Quwwat al-Bahriyah as-Sumaliyah) es la rama de las Fuerzas Armadas de Somalia encargada de la defensa de los intereses marítimos de Somalia.

## Historia

### Orígenes
La Armada Somalí se fundó en 1964 con la ayuda de asesores militares soviéticos. Sus bases estaban en Berbera, en el Golfo de Adén, Kismaayo, en el Océano Índico, cerca de la frontera con Kenia. También operaba un radar en Merca. En 1977, Mohamed Siad Barre rescindió el Tratado de Amistad y Cooperación con Moscú y expulsó a todos los asesores militares soviéticos de Somalia debido a su intervención en la Guerra de Ogadén.
La Armada se disolvió cuando cayó el régimen de Barre en 1990-91. Hay informes de que algunos buques se refugiaron en Adén.

### Restablecimiento
En junio de 2009 la armada somalí fue restablecida, y el almirante Farah Omar Ahmed fue designado como su nuevo comandante. Hasta 500 efectivos navales se estaban entrenando en Mogadiscio, y se esperaba que su entrenamiento finalizara en diciembre de 2009. Se informó que constituyen la primera promoción de la fuerza naval de una fuerza naval de 5000 efectivos. El almirante Farah Ahmed declaró a un reportero del New Yorker en diciembre de 2009 que la armada era prácticamente nula en ese momento.
En agosto de 2011, un acuerdo de cooperación entre el Gobierno Federal de Transición y Puntlandia preveía la creación de una Fuerza de Marines de Somalia.
El 30 de junio de 2012, los Emiratos Árabes Unidos anunciaron una contribución de un millón de dólares para mejorar la seguridad naval de Somalia. Se adquirirían embarcaciones, equipos y material de comunicación necesarios para la reconstrucción de la guardia costera. También se planeó establecer un comando central de operaciones navales en Mogadiscio.
El 23 de enero de 2020, se anunció que las Fuerzas Navales Turcas donaron varios buques de patrulla y buques anfibios a la Armada somalí como una forma de ayuda militar a Somalia y para continuar su compromiso con la fuerza de tarea conjunta de la nación.

Un oficial de la Armada somalí se reúne con oficiales de la Armada de Sudán y Yibuti en 2013, mostrando las asociaciones navales de Somalia con fuerzas navales y marítimas alrededor del Mar Rojo y el Cuerno de África.